# Blaže Koneski

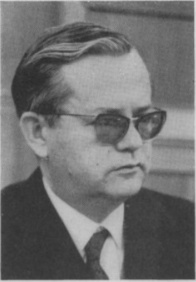
Blaže Koneski (1968)

Blaže Koneski [ˈbɫaʒɛ ˈkɔnɛski] (mazedonisch Блаже Конески; * 19. Dezember 1921 in Nebregovo bei Prilep; † 7. Dezember 1993 in Skopje) war ein jugoslawischer bzw. mazedonischer Schriftsteller und Philologe. Er war maßgeblich an der Kodifizierung der mazedonischen Standardsprache beteiligt. Blaže Koneski gehört zu den Schlüsselfiguren, die die mazedonische Literatur und das intellektuelle Leben im Land geprägt hat. Von Kritikern wird er jedoch beschuldigt, die mazedonische Sprache stark serbisiert zu haben.

## Leben
Blaže Koneski wurde am 19. Dezember 1921 als Blagoje Ljamević in Nebregovo bei Prilep in der damaligen Provinz Südserbien, einem Teil des Königreichs der Serben, Kroaten und Slowenen (heutiges Nordmazedonien) geboren. Koneski entstammte einer proserbischen Familie; er ist Neffe des serbischen Tschetnik und Vojvoden Gligor Sokoloviċ, der aktiv gegen die Revolutionäre der IMORO gekämpft hat. Koneski erhielt ein königliches serbisches Stipendium, um am Gymnasium von Kragujevac lernen zu können. Später studierte er Medizin an der Universität von Belgrad und wechselte dann zur serbischen Sprache und Literatur. Nach dem Niedergang des Königlichen Jugoslawiens im Jahre 1941, schrieb er sich an der Rechtsfakultät der Universität von Sofia ein, machte jedoch keinen Abschluss. 1945, im Alter von 23 Jahren, wurde er jedoch einer der wichtigsten Mitwirkenden bei der Standardisierung der mazedonischen Sprache.
Nach dem Zweiten Weltkrieg arbeitete er zunächst am Mazedonischen Nationaltheater und wurde 1946 Professor an der Philosophischen Fakultät der Universität Skopje; 1958–1960 war er auch Rektor der Universität. Er war Mitglied der Mazedonischen Akademie der Wissenschaft und Kunst und 1967–1975 ihr erster Präsident. Daneben war er auch Mitglied der Akademien von Zagreb, Belgrad, Sarajevo, Chicago und Łódź. Koneski gab die literarischen Zeitschriften Nov den und Makedonski jazik heraus. Er war Mitglied des Mazedonischen PEN und der Mazedonischen Schriftstellervereinigung seit 1947 sowie deren erster Präsident. Er erhielt zahlreiche Preise für sein literarisches und wissenschaftliches Schaffen, darunter den Herder-Preis 1971.

## Werke
Koneskis größte Bedeutung liegt in der Kodifizierung der mazedonischen Sprache, die 1945 offiziell als Staats- und Literatursprache zugelassen wurde. Als Philologe gab Koneski eine zweibändige Grammatik der mazedonischen Sprache und ein Wörterbuch heraus. Darüber hinaus verfasste er eine Geschichte der mazedonischen Literatur.
Als Übersetzer übertrug er u. a. Shakespeare, Heine (1952) und Mickiewicz ins Mazedonische.
Literarisch war Koneski vor allem als Lyriker von Bedeutung. Er verfasste aber auch Erzählungen.
Literarische Werke:
- Земјата и љубовта (Zemjata i ljubovta) [dt. Das Land und die Liebe], Gedichte, 1948
- Песни (Pesni) [Lieder], Gedichte 1953
- Везилка (Vezilka) [Die Stickerin], Gedichte 1955
- Лозје (Lozje) [Weinberg], Erzählungen 1955
- Песни (Pesni) [Lieder], Gedichte 1963
- Стерна (Sterna) [Sterna], Gedichte 1966
- Ракување (Rakuvanje) [Handschlag], 1969
- Petres Lied, Erzählung dt. 1972
- Записи (Zapisi) [Aufzeichnungen], Gedichte 1974
- Стари и нови песни (Stari i novi pesni) [Alte und neue Lieder], 1979
- Места и мигови (Mesta i migovi) [Stätten und Augenblicke], Gedichte 1981
- Чешмите (Češmite) [Die Brunnen], Gedichte 1984
- Unter dem weißen Kalkstein der Tage, dt. 1986
- Послание (Poslanie) [Briefe], Gedichte 1987
- Средба во рајот (Sredba vo rajot) [Treffen im Paradies], Gedichte 1988
- Црква (Crkva) [Kirche], Gedichte 1988
- Дневник по многу години (Dnevnik po mnogu godini) [Tagebuch nach vielen Jahren], Prosa 1988
- Lied der Weinstöcke, dt. 1988
- Златоврв (Zlatovrv), Gedichte 1989
- Сеизмограф (Seizmograf) [Seismograph], Gedichte 1989
- Небесна река (Nebesna reka) [Himmlischer Fluss], 1991
- Црн овен (Crn oven) [Schwarzer Widder], Gedichte 1993

Sprachkodifikation, Sprach- und Literaturwissenschaft:
- Македонски правопис со правописен речник (Makedonski pravopis so pravopisen rečnik) [Makedonische Rechtschreibung mit Rechtschreibwörterbuch], 1950
- Граматика на македонскиот литературен јазик (Gramatika na makedonskiot literaturen jazik) [Grammatik der makedonischen Literatursprache]. 2 Teilbände, 1952, 1954
- За македонскиот литературен јазик (Za makedonskiot literaturen jazik) [Über die makedonische Literatursprache], 1952
- [Red.] Речник на македонскиот јазик (Rečnik na makedonskiot jazik) [Wörterbuch der makedonischen Sprache]. 3 Bde., 1961, 1965, 1966
- Историја на македонскиот јазик (Istorija na makedonskiot jazik) [Geschichte der makedonischen Sprache], 1965
- Јазикот на македонската народна поезија (Jazikot na makedonskata narodna poezija) [Die Sprache der makedonischen Volksdichtung], 1971
- Македонскиот 19. век, јазични и книжевно-историски прилози (Makedonskiot 19. vek, jazični i kniževno-istoriski prilozi) [Das makedonische 19. Jahrhundert, sprachliche und literaturgeschichtliche Beiträge], 1986
- Светот на легендатата и песната (Svetot na legendata i pesnata) [Die Welt der Legende und des Liedes], 1993

Übersetzungen:
- [Übers. und Vorwort] Тиквешки зборник (Tikveški zbornik), 1987

Essays u. a.:
- Беседи и огледи (Besedi i ogledi) [Reden und Anschauungen], 1972
- Ликови и теми (Likovi i temi), Essay 1987
- Македонски места и теми (Makedonski mesta i temi) [Makedonische Orte und Themen], Essay 1991

## Nachleben
Nach dem in Mazedonien viel geehrten Koneski wurde die Philologische Fakultät der Universität Skopje benannt. 2005 wurde sein Geburtshaus in Nebregovo renoviert und zu einer Gedenkstätte und einem Museum für den Schriftsteller gestaltet. Die Mazedonische Akademie der Wissenschaften hat ihre höchste Auszeichnung nach ihm benannt.

### Kritik
Koneski wird von bulgarischen Linguisten wie Ilija Talev beschuldigt, in seiner Geschichte der mazedonischen Sprache, Kiril Mirchevs historische Grammatik der bulgarischen Sprache plagiiert zu haben, weil beide Autoren denselben Textkorpus analysiert haben. Zudem wird er in Bulgarien beschuldigt, historische Fakten für politische Ziele manipuliert zu haben.
Als größte Kritik seiner Person wird die Serbisierung der mazedonischen Standardsprache gesehen, die mit seiner Hilfe durchgeführt worden ist. Laut Christian Voss fand der Wendepunkt der Serbisierung der mazedonischen Sprache Ende der 1950er Jahre statt, dass mit der Vorbereitungszeit für das zwischen 1961 und 1966 veröffentlichte Wörterbuch von Koneski zusammenfiel. Unter anderem argumentiert Voss, dass es eine konsequente proserbische Tendenz enthält.
Heutige Geschichtsrevisionisten in der Republik Nordmazedonien, die die im kommunistischen Jugoslawien etablierte Erzählung in Frage stellten, bezeichneten ebenfalls den Prozess der Kodifizierung der mazedonischen Sprache, zu der Koneski einen wichtigen Beitrag geleistet hat, als Serbisierung. Mazedonische Nationalisten beschuldigten ebenso Koneski sowie die kommunistische Elite, die mazedonische Standardsprache sehr nah an das serbische konstruiert zu haben. Als er 1969 Chicago besuchte und von einer örtlichen Universität den Titel "Doctor Honoris Causa" erhielt, erhielt der Rektor zwei Protestbriefe des in Bitola geborenen und in Istanbul lebenden ehemaligen albanischen Lehrers Ramadan Riza Sadiku, in denen er sagte, dass der mazedonische Nation und Sprache wurden von den jugoslawischen Kommunisten künstlich geschaffen, das bulgarische Selbstbewusstsein der lokalen Slawen zu zerstören, die sich jahrhundertelang nur als Bulgaren identifiziert haben und als solche werden sie von den mazedonischen Albanern anerkannt. Als Beweis führt er einen Artikel in der Zeitung "Nova Makedonija" an, wonach die lokalen Slawen sprechen Dialekte, und die Beamten sprechen eine Mischung aus Dialekten, serbokroatischen Anleihen und neu geschaffenen Wörtern aus der mazedonischen Sprache, und sagt, das Konstrukt demütige die lokale Gesellschaft.Venko Markovski, der ebenfalls am Kodifizierungsprozess der mazedonischen Standardsprache teilgenommen hat, beschuldigte in ähnlicher Weise Koneski offen, die mazedonische Sprache serbisiert zu haben. Zu den weiteren Revisionisten gehören auch der ehemalige Premierminister von Nordmazedonien, Ljubčo Georgievski, sowie den ehemaligen Außenminister Antonio Milošoski, der Koneski gar abwertend mit den Worten des Zwerg von Nebregovo (mazedonisch Џуџето од Небрегово) diffamierte. Ljubčo Georgievski kritisierte, Koneski habe sich an das serbische Alphabet des Vuk Karadžić gehalten, welches phonetisch ist, obwohl die gesamte mazedonische Intelligenz bis hin zu den Revolutionären die bulgarische Schriftsprache benutzt haben, welche hingegen etymologisch ist.